# Willem Gerard Brantsen van de Zijp

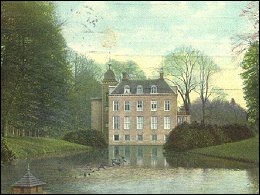
Huis Zypendaal in 1906.

Willem Gerard Brantsen van de Zijp (Arnhem, 24 oktober 1831 - aldaar, Huis Zypendaal, 8 november 1899) was een Nederlands politicus.

## Biografie
Hij was lid van de adellijke familie Brantsen en een zoon van Commissaris van de Koning in Gelderland mr. Derk Willem Gerard Johan Hendrik Brantsen (1801-1851) en Jacoba Charlotta Juliana barones van Heeckeren van Kell (1802-1882), lid van de familie Van Heeckeren; hij was een broer van Carel Marie baron Brantsen (1834-1909). Na het overlijden van zijn vader in 1851 werd hij baron (hij was daarvoor jonkheer), na zijn overlijden werd zijn broer Carel Marie baron. Hij trouwde in 1865 met Alwina Agnes Clementina Bohlen (1841-1926), dochter van Henry Bohlen, met wie hij drie kinderen kreeg.
Brantsen promoveerde in Romeins en hedendaags recht aan de Universiteit Utrecht in 1854 op stellingen. Daarna werd hij advocaat in zijn geboortestad. In 1860 werd hij commies van staat bij de Raad van State. 
Van 1882 tot 1894 was hij lid van de Tweede Kamer der Staten-Generaal, van 1897 tot 1899 van de Eerste Kamer der Staten-Generaal. In de Tweede Kamer hield hij zich bezig met waterstaatszaken, landbouw, nijverheid en posterijen. Hij keerde zich in 1894 tegen de kiesrechtuitbreiding en sloot zich aan bij de Lohmannianen.
Van 1851 tot 1861 was Brantsen kamerjonker van koning Willem III, om daarna tot zijn overlijden kamerheer in buitengewone dienst van koning Willem III en koningin Wilhelmina te zijn. Hij was van 1867 tot 1877 lid van de commissie tot beheer van de nalatenschap van wijlen koning Willem II. Hij was ridder in de Orde van de Gouden Leeuw van Nassau.
Brantsen woonde en overleed op huis Zypendaal.
- Biografisch Portaal: 04831898
- Parlement.com: vg09lkyoder5